# Silent Hill: The Arcade
Silent Hill: The Arcade — видеоигра для аркадного автомата, основанная на вымышленной вселенной серии Silent Hill. Впервые была показана в 2007 году на выставке «Japan Arcade Operator’s Union», организованной компанией Konami. Релиз проекта состоялся 25 июля 2007 года в Японии, и в том же году — в Европе.
Silent Hill: The Arcade помимо того, что обладает двумя играбельными главными героями (в игре присутствует мультиплеер, где каждый игрок получает в пользование одного из протагонистов), ещё и выполнен в нетипичном для серии жанре — рельсовый шутер.

## Сюжет
Повествование крутится вокруг двух молодых людей — Эрика и Тины — которые прибыли в город Сайлент Хилл, надеясь разгадать загадку кошмарных снов Эрика о девушке и пароходе.

## Персонажи
- Эрик — главный герой. 21-летний студент колледжа. Тихий и любознательный. Изучает оккультизм, на момент событий игры живёт в Портленде со своими тётей и дядей (сирота — родители умерли на его глазах), хотя ранее (будучи ребёнком) жил в Сайлент Хилле.

## Критика
Сергей Цилюрик, обозреватель журнала «Страна игр», считал что одним только анонсом подобной игры издатель «расписался в наплевательском отношении к сериалу». Он негативно воспринял утрату таких классических элементов, как жанр психологического survival horror, загадок и недосказанностей, атмосферы, а также созданных подсознанием монстров. Критик посчитал сюжет слабым, а персонажей — «типичными американскими подростками». По его мнению, единственным стоящим эпизодом в игре была встреча с Пирамидоголовым. Олег Чимде, обозреватель «Игромании» заявил, что лучше чтобы этой позорной игры вообще никогда не существовало.